# Gran Premio motociclistico di Francia 2004
Il Gran Premio motociclistico di Francia 2004 corso il 16 maggio, è stato il terzo Gran Premio della stagione 2004 del motomondiale e ha visto vincere la Honda di Sete Gibernau in MotoGP, Daniel Pedrosa nella classe 250 e Andrea Dovizioso nella classe 125.

## MotoGP

### Arrivati al traguardo
| Pos. | Nº | Pilota            | Squadra                   | Motocicletta       | Giri | Tempo     | Griglia | Punti |
| ---- | -- | ----------------- | ------------------------- | ------------------ | ---- | --------- | ------- | ----- |
| 1º   | 15 | Sete Gibernau     | Telefonica Movistar Honda | Honda RC211V       | 28   | 44:22.750 | 1       | 25    |
| 2º   | 7  | Carlos Checa      | Gauloises Fortuna Yamaha  | Yamaha YZR-M1      | 28   | +1.671    | 2       | 20    |
| 3º   | 3  | Max Biaggi        | Camel Honda               | Honda RC211V       | 28   | +1.908    | 3       | 16    |
| 4º   | 46 | Valentino Rossi   | Gauloises Fortuna Yamaha  | Yamaha YZR-M1      | 28   | +4.272    | 4       | 13    |
| 5º   | 45 | Colin Edwards     | Telefonica Movistar Honda | Honda RC211V       | 28   | +15.755   | 5       | 11    |
| 6º   | 33 | Marco Melandri    | Fortuna Gauloises Tech 3  | Yamaha YZR-M1      | 28   | +18.225   | 6       | 10    |
| 7º   | 4  | Alex Barros       | Repsol Honda              | Honda RC211V       | 28   | +27.656   | 11      | 9     |
| 8º   | 12 | Troy Bayliss      | Ducati Marlboro           | Ducati Desmosedici | 28   | +31.530   | 10      | 8     |
| 9º   | 6  | Makoto Tamada     | Camel Honda               | Honda RC211V       | 28   | +33.164   | 8       | 7     |
| 10º  | 65 | Loris Capirossi   | Ducati Marlboro           | Ducati Desmosedici | 28   | +39.512   | 9       | 6     |
| 11º  | 69 | Nicky Hayden      | Repsol Honda              | Honda RC211V       | 28   | +47.625   | 7       | 5     |
| 12º  | 10 | Kenny Roberts Jr  | Suzuki MotoGP             | Suzuki GSV-R       | 28   | +1:12.140 | 13      | 4     |
| 13º  | 99 | Jeremy McWilliams | MS Aprilia Racing         | Aprilia RS Cube    | 28   | +1:23.391 | 18      | 3     |
| 14º  | 11 | Rubén Xaus        | D’Antin MotoGP            | Ducati Desmosedici | 27   | +1 giro   | 15      | 2     |
| 15º  | 80 | Kurtis Roberts    | Proton Team KR            | Proton KR5         | 27   | +1 giro   | 21      | 1     |
| 16º  | 84 | Michel Fabrizio   | WCM                       | Harris WCM         | 27   | +1 giro   | 22      |       |
| 17º  | 9  | Nobuatsu Aoki     | Proton Team KR            | Proton KR5         | 27   | +1 giro   | 20      |       |

### Ritirati
| Nº | Pilota         | Squadra                  | Motocicletta       | Giri | Griglia |
| -- | -------------- | ------------------------ | ------------------ | ---- | ------- |
| 56 | Shin'ya Nakano | Kawasaki Racing          | Kawasaki ZX-RR     | 16   | 12      |
| 35 | Chris Burns    | WCM                      | Harris WCM         | 14   | 23      |
| 66 | Alex Hofmann   | Kawasaki Racing          | Kawasaki ZX-RR     | 5    | 19      |
| 17 | Norick Abe     | Fortuna Gauloises Tech 3 | Yamaha YZR-M1      | 0    | 17      |
| 21 | John Hopkins   | Suzuki MotoGP            | Suzuki GSV-R       | 0    | 16      |
| 50 | Neil Hodgson   | D’Antin MotoGP           | Ducati Desmosedici | 0    | 14      |

### Non partito
| Nº | Pilota      | Squadra           | Motocicletta |
| -- | ----------- | ----------------- | ------------ |
| 67 | Shane Byrne | MS Aprilia Racing | Aprilia      |

## Classe 250

### Arrivati al traguardo
| Pos. | Nº | Pilota           | Squadra                     | Motocicletta | Giri | Tempo     | Griglia | Punti |
| ---- | -- | ---------------- | --------------------------- | ------------ | ---- | --------- | ------- | ----- |
| 1º   | 26 | Daniel Pedrosa   | Telefonica Movistar Honda   | Honda        | 26   | 43:03.338 | 1       | 25    |
| 2º   | 7  | Randy de Puniet  | Safilo Carrera - LCR        | Aprilia      | 26   | +7.711    | 2       | 20    |
| 3º   | 24 | Toni Elías       | Fortuna Honda               | Honda        | 26   | +19.233   | 5       | 16    |
| 4º   | 73 | Hiroshi Aoyama   | Telefonica Movistar Honda   | Honda        | 26   | +20.427   | 9       | 13    |
| 5º   | 51 | Alex De Angelis  | Aprilia Racing              | Aprilia      | 26   | +21.175   | 10      | 11    |
| 6º   | 14 | Anthony West     | Freesoul Abruzzo Racing     | Aprilia      | 26   | +24.269   | 12      | 10    |
| 7º   | 10 | Fonsi Nieto      | Repsol - Aspar              | Aprilia      | 26   | +38.537   | 7       | 9     |
| 8º   | 21 | Franco Battaini  | Campetella Racing           | Aprilia      | 26   | +39.827   | 6       | 8     |
| 9º   | 6  | Alex Debón       | Wurth Honda BQR             | Honda        | 26   | +42.589   | 13      | 7     |
| 10º  | 11 | Joan Olivé       | Campetella Racing           | Aprilia      | 26   | +47.541   | 16      | 6     |
| 11º  | 96 | Jakub Smrž       | Molenaar Racing             | Honda        | 26   | +47.874   | 18      | 5     |
| 12º  | 57 | Chaz Davies      | Aprilia Germany             | Aprilia      | 26   | +51.623   | 19      | 4     |
| 13º  | 33 | Héctor Faubel    | Grefusa - Aspar             | Aprilia      | 26   | +51.813   | 15      | 3     |
| 14º  | 8  | Naoki Matsudo    | UGT Kurz                    | Yamaha       | 26   | +58.880   | 20      | 2     |
| 15º  | 25 | Alex Baldolini   | Matteoni Racing             | Aprilia      | 26   | +1:03.261 | 25      | 1     |
| 16º  | 28 | Dirk Heidolf     | Grefusa - Aspar             | Aprilia      | 26   | +1:05.370 | 17      |       |
| 17º  | 9  | Hugo Marchand    | Freesoul Abruzzo Racing     | Aprilia      | 26   | +1:05.906 | 22      |       |
| 18º  | 36 | Erwan Nigon      | UGT Kurz                    | Yamaha       | 26   | +1:08.323 | 21      |       |
| 19º  | 15 | Christian Gemmel | Castrol-Honda Kiefer Racing | Honda        | 26   | +1:19.342 | 26      |       |
| 20º  | 77 | Grégory Lefort   | Equipe GP de France - Scrab | Aprilia      | 26   | +1:21.036 | 24      |       |
| 21º  | 44 | Tarō Sekiguchi   | NC World Trade              | Yamaha       | 26   | +1:39.861 | 30      |       |
| 22º  | 42 | Grégory Leblanc  | Leblanc Racing              | Aprilia      | 25   | +1 giro   | 28      |       |

### Ritirati
| Nº | Pilota           | Squadra                     | Motocicletta | Giri | Griglia |
| -- | ---------------- | --------------------------- | ------------ | ---- | ------- |
| 19 | Sebastián Porto  | Repsol - Aspar              | Aprilia      | 17   | 3       |
| 12 | Arnaud Vincent   | Equipe GP de France - Scrab | Aprilia      | 11   | 23      |
| 50 | Sylvain Guintoli | Campetella Racing           | Aprilia      | 10   | 11      |
| 43 | Radomil Rous     | Campetella Racing           | Aprilia      | 6    | 27      |
| 16 | Johan Stigefelt  | Aprilia Germany             | Aprilia      | 6    | 29      |
| 2  | Roberto Rolfo    | Fortuna Honda               | Honda        | 4    | 8       |
| 54 | Manuel Poggiali  | MS Aprilia                  | Aprilia      | 1    | 4       |
| 34 | Eric Bataille    | Wurth Honda BQR             | Honda        | 1    | 14      |

### Non qualificati
| Nº | Pilota               | Squadra        | Motocicletta |
| -- | -------------------- | -------------- | ------------ |
| 45 | Samuel Aubry         | Racer Bike     | Honda        |
| 46 | Vincent Eisen        | Eisen Moto     | Honda        |
| 47 | Marc Antoine Scaccia | ASMV Scaccia   | Yamaha       |
| 40 | Max Sabbatani        | NC World Trade | Yamaha       |

## Classe 125

### Arrivati al traguardo
| Pos. | Nº | Pilota            | Squadra                  | Motocicletta | Giri | Tempo     | Griglia | Punti |
| ---- | -- | ----------------- | ------------------------ | ------------ | ---- | --------- | ------- | ----- |
| 1º   | 34 | Andrea Dovizioso  | Kopron Team Scot         | Honda        | 24   | 41:26.747 | 1       | 25    |
| 2º   | 15 | Roberto Locatelli | Safilo Carrera - LCR     | Aprilia      | 24   | +0.594    | 4       | 20    |
| 3º   | 48 | Jorge Lorenzo     | Caja Madrid Derbi Racing | Derbi        | 24   | +6.680    | 2       | 16    |
| 4º   | 6  | Mirko Giansanti   | Matteoni Racing          | Aprilia      | 24   | +9.662    | 5       | 13    |
| 5º   | 3  | Héctor Barberá    | Seedorf Racing           | Aprilia      | 24   | +10.178   | 3       | 11    |
| 6º   | 36 | Mika Kallio       | Red Bull KTM             | KTM          | 24   | +20.698   | 20      | 10    |
| 7º   | 22 | Pablo Nieto       | Master - Repsol          | Aprilia      | 24   | +20.967   | 10      | 9     |
| 8º   | 27 | Casey Stoner      | Red Bull KTM             | KTM          | 24   | +21.158   | 13      | 8     |
| 9º   | 19 | Álvaro Bautista   | Seedorf Racing           | Aprilia      | 24   | +21.645   | 11      | 7     |
| 10º  | 21 | Steve Jenkner     | Rauch Bravo              | Aprilia      | 24   | +23.080   | 6       | 6     |
| 11º  | 23 | Gino Borsoi       | Globet.com Racing        | Aprilia      | 24   | +26.699   | 15      | 5     |
| 12º  | 54 | Mattia Pasini     | Safilo Carrera - LCR     | Aprilia      | 24   | +29.332   | 17      | 4     |
| 13º  | 10 | Julián Simón      | Angaia Racing            | Honda        | 24   | +33.187   | 18      | 3     |
| 14º  | 52 | Lukáš Pešek       | Ajo Motorsport           | Honda        | 24   | +37.002   | 21      | 2     |
| 15º  | 24 | Simone Corsi      | Kopron Team Scot         | Honda        | 24   | +40.239   | 12      | 1     |
| 16º  | 14 | Gábor Talmácsi    | Semprucci Malaguti       | Malaguti     | 24   | +40.304   | 22      |       |
| 17º  | 42 | Gioele Pellino    | Abruzzo Racing           | Aprilia      | 24   | +51.919   | 24      |       |
| 18º  | 47 | Ángel Rodríguez   | Caja Madrid Derbi Racing | Derbi        | 24   | +54.523   | 31      |       |
| 19º  | 26 | Dario Giuseppetti | Elit Grand Prix          | Honda        | 24   | +54.575   | 26      |       |
| 20º  | 32 | Fabrizio Lai      | Metis Gilera Racing      | Gilera       | 24   | +54.922   | 19      |       |
| 21º  | 25 | Imre Tóth         | Team Hungary             | Aprilia      | 24   | +1:05.458 | 25      |       |
| 22º  | 33 | Sergio Gadea      | Master - Repsol          | Aprilia      | 24   | +1:05.610 | 27      |       |
| 23º  | 8  | Manuel Manna      | Semprucci Malaguti       | Malaguti     | 24   | +1:13.982 | 29      |       |
| 24º  | 28 | Jordi Carchano    | Matteoni Racing          | Aprilia      | 24   | +1:14.248 | 34      |       |
| 25º  | 70 | Julián Miralles   | MIR Racing               | Aprilia      | 24   | +1:14.539 | 33      |       |
| 26º  | 66 | Vesa Kallio       | Team Hungary             | Aprilia      | 24   | +1:24.230 | 30      |       |
| 27º  | 11 | Mattia Angeloni   | Angaia Racing            | Honda        | 24   | +1:27.607 | 36      |       |
| 28º  | 16 | Raymond Schouten  | Molenaar Racing          | Honda        | 24   | +1:36.938 | 32      |       |
| 29º  | 74 | Mathieu Gines     | Big Store RMS            | Honda        | 23   | +1 giro   | 38      |       |
| 30º  | 73 | Yannick Deschamps | TVX Racing               | Honda        | 23   | +1 giro   | 37      |       |

### Ritirati
| Nº | Pilota           | Squadra                 | Motocicletta | Giri | Griglia |
| -- | ---------------- | ----------------------- | ------------ | ---- | ------- |
| 69 | Robbin Harms     | Ajo Motorsport          | Honda        | 22   | 28      |
| 41 | Yōichi Ui        | Abruzzo Racing          | Aprilia      | 12   | 7       |
| 63 | Mike Di Meglio   | Globet.com Racing       | Aprilia      | 9    | 8       |
| 72 | Alexis Masbou    | Equipe de France Espoir | Honda        | 9    | 35      |
| 50 | Andrea Ballerini | Sterilgarda Racing      | Aprilia      | 7    | 23      |
| 7  | Stefano Perugini | Metis Gilera Racing     | Gilera       | 7    | 16      |
| 58 | Marco Simoncelli | Rauch Bravo             | Aprilia      | 1    | 9       |
| 12 | Thomas Lüthi     | Elit Grand Prix         | Honda        | 0    | 14      |

### Non partito
| Nº | Pilota         | Squadra    | Motocicletta |
| -- | -------------- | ---------- | ------------ |
| 20 | Georg Fröhlich | ADAC Honda | Honda        |